# Sẻ hung
Passer cinnamomeus là một loài chim trong họ Passeridae.